# 廖剛池
廖剛池（1965年12月25日—）為台灣的棒球選手，曾經效力於中華職棒俊國熊及興農牛，守備位置為投手，原名為廖俊銘。曾任中華職棒中信兄弟二軍牛棚教練、富邦悍將球探，現為中華職棒富邦悍將二軍基地駐守投手教練。
擅長球路：滑球、曲球、變速球

## 經歷
- 台中市光復國小少棒隊
- 嘉義市大業國中青少棒隊
- 台南市建業國中青少棒隊
- 台北市華興中學青棒隊
- 輔仁大學棒球隊
- 陸軍棒球隊
- 俊國建設棒球隊
- 中華職棒俊國熊（1993年－1995年）
- 中華職棒興農牛（1996年－1998年）
- 台灣大聯盟台中金剛（1999年－2000年）
- 中華職棒興農牛投手教練（2001年－2004年）
- 台中市中山國中青少棒隊教練
- 中華職棒La New熊二軍投手教練（2005年12月－2006年12月2日）
- 中華職棒La New熊投手教練（2006年12月2日－2011年1月5日）
- 中華職棒Lamigo桃猿投手教練（2011年1月6日－2011年8月17日）
- 中華職棒Lamigo桃猿二軍投手教練（2011年8月17日－2012年12月）
- 台北市成棒隊投手教練（2013年－2015年1月）
- 臺灣體育運動大學棒球隊（富邦公牛）投手教練（2015年2月－2015年12月）
- 中華職棒中信兄弟牛棚教練（2015年12月16日－2016年5月9日）
- 中華職棒中信兄弟二軍牛棚教練（2016年5月10日－2016年8月31日）
- 中華職棒中信兄弟投手教練（2016年9月1日－2016年11月30日）
- 中華職棒富邦悍將球探（2022年4月1日－2023年）
- 中華職棒富邦悍將二軍投手教練（2024年）
- 中華職棒富邦悍將二軍基地駐守投手教練（2025年－）

## 職棒生涯成績
| 年度   | 球隊   | 出賽 | 勝投 | 敗投 | 中繼 | 救援 | 完投 | 完封 | 四死 | 三振 | 責失 | 投球局數 | 防禦率 |
| ------ | ------ | ---- | ---- | ---- | ---- | ---- | ---- | ---- | ---- | ---- | ---- | -------- | ------ |
| 1993年 | 俊國熊 | 21   | 0    | 0    | 0    | 0    | 0    | 0    | 28   | 18   | 11   | 35.2     | 2.78   |
| 1994年 | 俊國熊 | 7    | 0    | 0    | 0    | 0    | 0    | 0    | 3    | 5    | 5    | 12.1     | 3.65   |
| 1995年 | 俊國熊 | 28   | 10   | 4    | 0    | 2    | 4    | 1    | 56   | 45   | 63   | 150.0    | 3.78   |
| 1996年 | 興農牛 | 25   | 1    | 15   | 0    | 0    | 0    | 0    | 44   | 52   | 100  | 125.1    | 7.18   |
| 1997年 | 興農牛 | 22   | 1    | 5    | 0    | 0    | 0    | 0    | 28   | 18   | 31   | 66.2     | 4.19   |
| 1998年 | 興農牛 | 3    | 0    | 0    | 0    | 0    | 0    | 0    | 3    | 1    | 2    | 5.1      | 3.38   |
| 合計   | 6年    | 106  | 12   | 24   | 12   | 15   | 1    | 0    | 162  | 139  | 212  | 395.1    | 4.83   |

## 外部連結
- 廖剛池在台灣棒球維基館上的頁面（繁體中文）
- 球員資訊和成績在中華職棒官網（中文）

| 前任： 劉義傳 | 中華職棒最佳進步獎 1995年 | 繼任： 黃文博 |